# Francesco Appiani
Francesco Appiani (Ancona, 29 gennaio 1704 – Perugia, 1792) è stato un pittore italiano.
Fu attivo dal 1743 a Perugia, ove fu autore della Pala Antinori e delle decorazioni del duomo della città e autore della pala d'altare (olio su tela) di Villa Donini a San Martino in Campo.